# Коробов, Максим Леонидович
Макси́м Леони́дович Ко́робов (род. 3 декабря 1957, Москва) — российский политик, депутат Государственной Думы России (1999—2011), член думского комитета по энергетике, транспорту и связи.

## Биография
Родился в семье служащих. Учился в московской спецшколе-интернате № 19 с преподаванием хинди и английского (1964—1974). Работал в отделе Индии Института востоковедения АН СССР, затем с 1975 года — слесарем на стройке Курской АЭС.
В 1976—1981 годах учился в Военном институте МО СССР, где изучал персидский, дари и английский языки. Окончил институт с отличием.
Награждён орденами и медалями СССР и Демократической Республики Афганистан, в частности орденом «За Службу Родине в Вооружённых Силах СССР» и орденом «Звезда» III степени.
В 1985—1991 годах работал преподавателем Военного института, с 1991 года вышел на пенсию.
В 1993—1994 годах — председатель Совета директоров компании Rosco.S.A. (Женева, Швейцария).
С 1994 года — вице-президент и руководитель «Торгового дома ВНК» в «Восточной Нефтяной Компании».
С декабря 1997 года — депутат Государственной Думы Томской области.
С марта 1998 года - вице-президент по вопросам топливно-энергетического комплекса в банке «Российский кредит».
С 2003 г. — кандидат наук по специальности «политология», диссертация «Социальная политика государства и её реализация на уровне региона-субъекта РФ».
В 2004 году награждён орденом Дружбы.
С 25 апреля 2016 года - член Совета директоров Петронефть Ресорсес пи-эл-си.
С 29 июня 2018 года - член Совета директоров Петросибирь АБ.
Женат, есть сын и две дочери.

## Проект по отмене «внутрисетевого роуминга»
В январе 2011 года Максим Коробов на рассмотрение Госдумы ввёл законопроект, призванный отменить такое понятие на российском рынке мобильной связи как «внутрисетевой роуминг». Проект предусматривает установление единой стоимости услуг для абонентов в пределах одной сети оператора независимо от своего местоположения на территории Российской Федерации. Федеральная антимонопольная служба поддержала идею этого законопроекта, в то время как крупные мобильные операторы России выступили против.